# Roeboides myersii
Roeboides myersii är en fiskart som beskrevs av Gill, 1870. Roeboides myersii ingår i släktet Roeboides och familjen Characidae. Inga underarter finns listade i Catalogue of Life.